# Chagunius chagunio
Chagunius chagunio е вид лъчеперка от семейство Шаранови (Cyprinidae). Видът не е застрашен от изчезване.

## Разпространение и местообитание
Разпространен е в Бангладеш, Индия (Бихар, Западна Бенгалия и Манипур) и Непал.
Обитава сладководни басейни и реки.

## Описание
На дължина достигат до 50 cm.